# Wiedemannia oredonensis
Wiedemannia oredonensis är en tvåvingeart som beskrevs av Vaillant 1967. Wiedemannia oredonensis ingår i släktet Wiedemannia och familjen dansflugor. Inga underarter finns listade i Catalogue of Life.